# مروة ثروت
ممثلة مصرية شابة بدات مسيرتها الفنية عام  2010

## سيرتها
ممثلة مصرية بدات مسيرتنا الفنية عام 2010 وأعمالها الفنية قليلة بالنسبة لسيرتها الفنية واول اعمالها فيلم جوه البحر الذي عرض في ١يناير  2010

## أعمالها

### الافلام
- ريموت كنترول :2016
- مشاهد أفلام :2017
- سكر مر 2013
- سبرتاية 2013
- عشم 2012
- علشان فريدة :2012
- أسماء2011
- إكس لارج 2011
- جوه البحر 2010

### المسلسلات
- نكدب لو قلنا ما بنحبش:2013
- شارع عبد العزيز 2011

## وصلات خارجية
- مروة ثروت على موقع الدهليز
- مروة ثروت على موقع قاعدة بيانات الأفلام العربية